# Malabar Hill
Malabar Hill est un quartier résidentiel situé dans le sud de Bombay (Mumbai), dans l'État de Maharashtra en Inde.
Malabar Hill culmine à 55 m d'altitude.
Malabar Hill est le quartier résidentiel le plus huppé de Mumbai. Plusieurs magnats des affaires et personnalités du cinéma y habitent. Parmi les résidents notables figurent Adi Godrej, Cyrus Broacha (en), la famille Birla, Shashi Ruia (en) et sa famille, Pallonji Mistry, la famille Jindal, la famille Petit, la famille Shah, la famille Thakkar etc. En 2014, c'est l'un des quartiers les plus chers du monde. 

## Historique
Malabar Hill était une forêt jusqu'à la fin du XVIIe siècle. La première route a été construite en 1828, et les premières résidences de luxe datent de 1870.

## Galerie

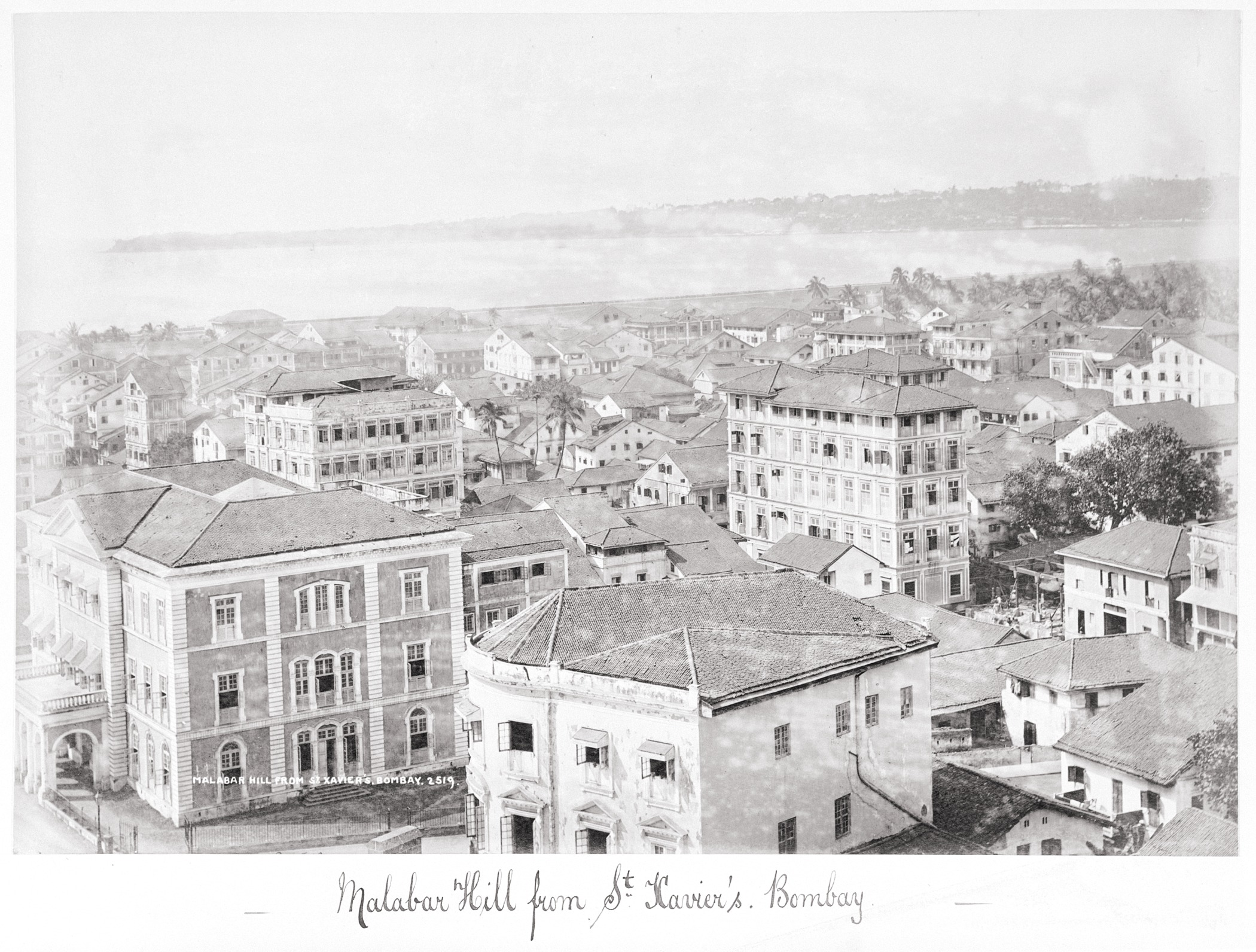
Malabar Hill depuis St. Xavier, fin des années 1860
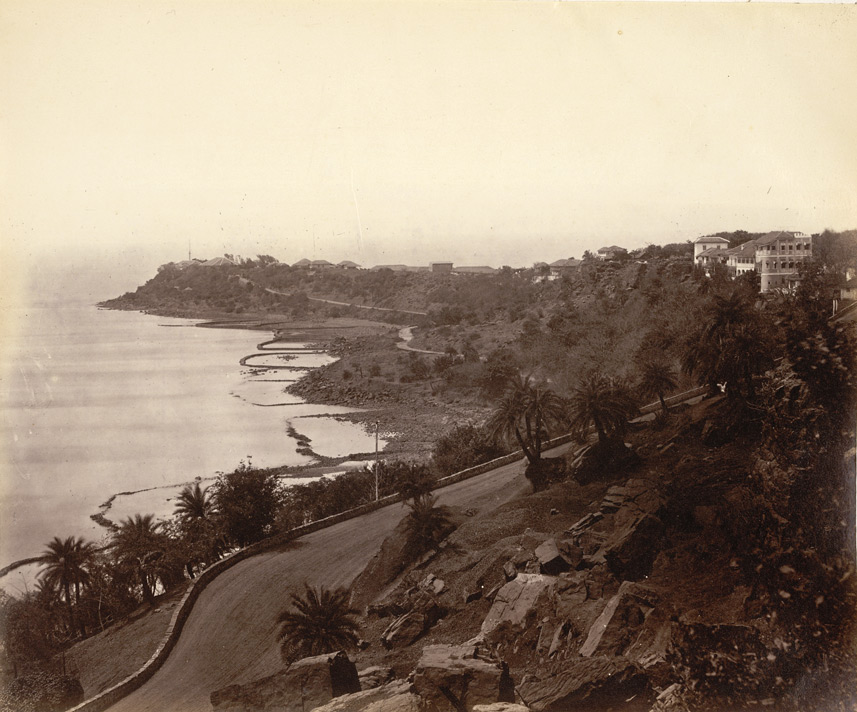
Malabar Point, Bombay, 1865.
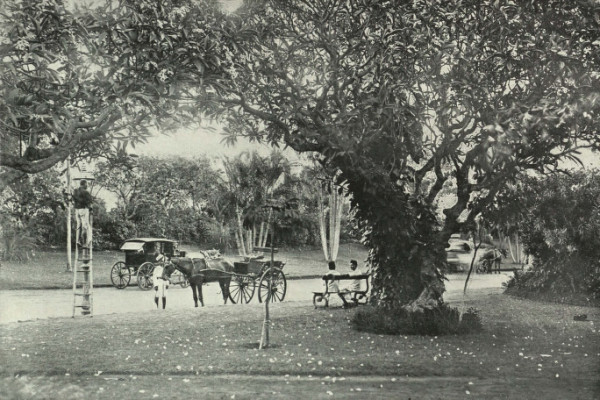
Les jardins suspendus de Malabar Hill (ca. 1905).
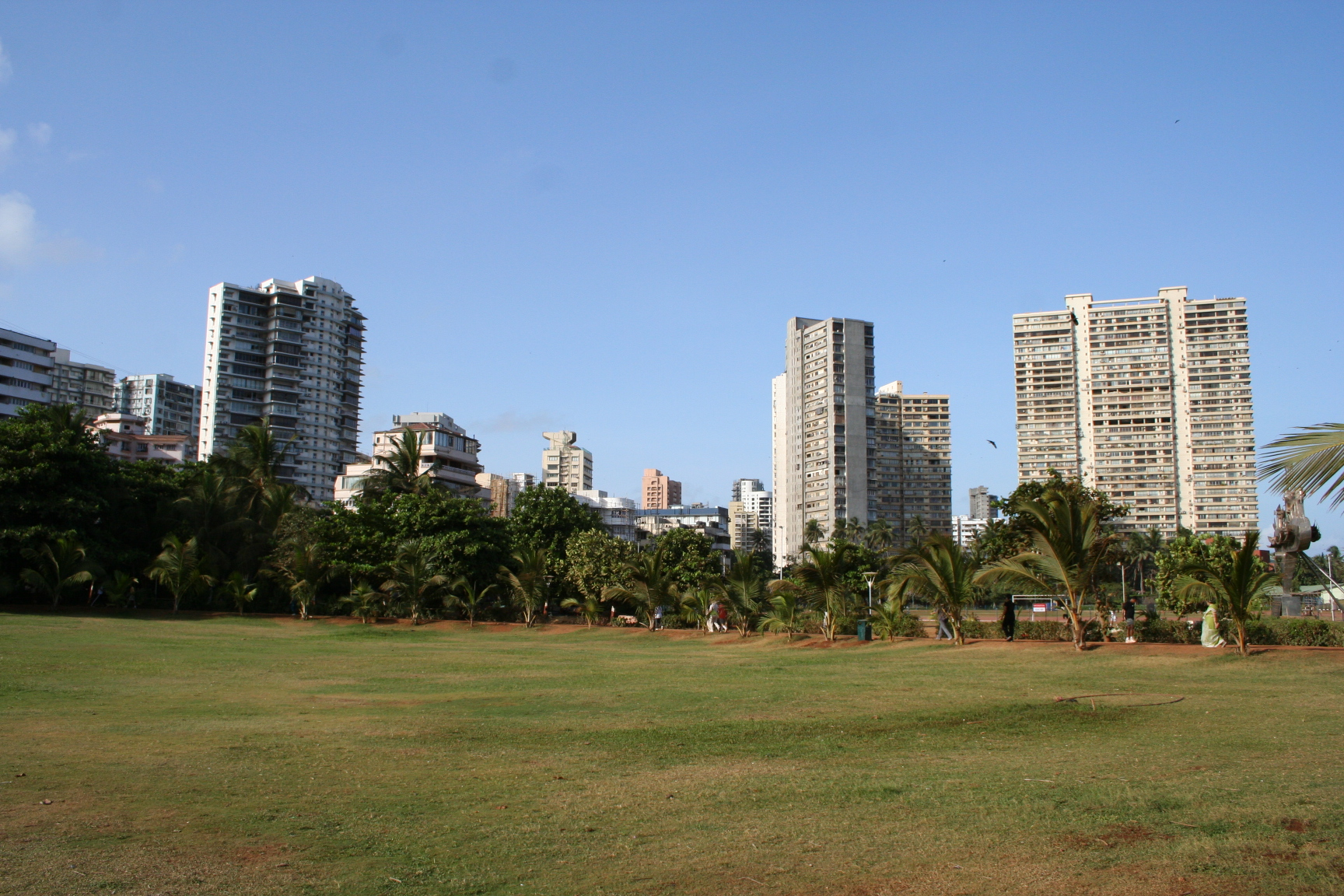
Parc Priyadarshini
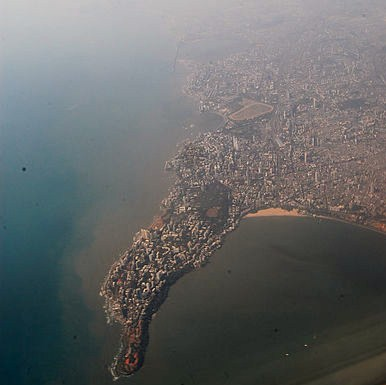
Vue aérienne de Malabar Hill.